# البحرية الإسبانية
البحرية الإسبانية (بالإسبانية: Armada Española) وهي الفرع البحري للقوات المسلحة الإسبانية وهي أقدم بحريات العالم التي لاتزال في الخدمة إلى الآن، تعود بدايتها إلى السنوات الأخيرة من القرن 15 وبداية القرن 16 عندما توحدت المملكتان الإسبانيتان قشتالة وأرغون تحت حكم الملكان الكاثوليكيان. ويرجع الفضل إليها في عدد من الإنجازات التاريخية الكبرى في الملاحة، وأشهرها هو اكتشاف كريستوفر كولومبس لأمريكا، وأول طواف حول العالم بقيادة ماجلان وإلكانو. وكان لها دوراً مهماً لعدة قرون في الدفاع عن شبكة امبراطوريتها التجارية الواسعة عبر المحيط الأطلسي بين الأمريكتين وأوروبا وعبر المحيط الهادئ بين آسيا والأمريكتين.
وقد كانت البحرية الإسبانية أقوى قوة بحرية في العالم في القرنين 16 و17 وربما أكبر بحرية في العالم في نهاية القرن 16 وفي أوائل القرن 17 وذلك في فترة حكم هابسبورغ الإسبان. وتحسنت قدرتها اللوجستية والعسكرية في القرن 18 في حقبة إصلاحات البوربون، فتمكنت اسبانيا من امتلاك ثالث أكبر أسطول في العالم. وفي القرن 19 قامت البحرية الإسبانية ببناء وتشغيل أول غواصة عسكرية وقدمت مساهمات مهمة في تطوير المدمرة الحربية، وحققت أول طواف بحري عالمي بواسطة سفينة حديدية. وتعد البحرية الإسبانية حاليا واحدة من أهم البحريات في العالم، فهي الثالث على المستوى الأوروبي والسادس في جميع أنحاء العالم، وواحدة من ثماني قوات بحرية في العالم قادرة على توقع مستوى هام من القوة في نصف الكرة الأرضية الشمالي.
توجد قواعد البحرية الإسبانية المهمة في روتا وفيرول وسان فرناندو وكارتاخينا.

## محطات تاريخية مهمة
- تعد البحرية الإسبانية وريثة بحرية كلا من مملكتي قشتالة وأراغون[الإسبانية]، هي واحدة من أقدم البحريات في العالم.
- أول من وضع اللوائح والقواعد لكل سفينة حربية فأعطتها قيمة لتكوين الأسطول. وذلك الذي جعل اكتشاف أمريكا ممكنًا في سنة 1492.
- ابتكر المفهوم الحديث للقافلة البحرية (أسطول جزر الهند) في القرن 16.
- أول من طاف حول الأرض: رحلة ماجلان-إلكانو (1519-1522).
- اكتشف الطريق عبر المحيط الهادئ بين آسيا وأمريكا: رحلة العودة[الإسبانية] لأندريس دي أوردانيتا سنة 1565، وإنشاء غاليون مانيلا[الإنجليزية].
- ابتكر أول طرق تجارية على مستوى عالمي (بين قادس ومانيلا): أسطول جزر الهند في المحيط الأطلسي وغاليون مانيلا في المحيط الهادئ.
- أول من أنشأ واستخدم مشاة البحرية سنة (1537).
- أول من استخدم الفرقاطات، في نهاية القرن السادس عشر خلال حرب الثمانين عاما.
- أول من ابتدع واستخدم البارجة الصغيرة (بالإسبانية: Cañonera) (أنطونيو بارسيلو في 1779)
- أول من طاف حول العالم قامت بها سفينة مدرعة اسمها الفرقاطة نومانسيا (1865-1867).
- أول من كانت لديه مدمرة في الخدمة (1887). صمم ضابط البحرية الإسبانية فرناندو فيلاميل المدمرة (بالإسبانية: Destructor) في سنة 1885.
- أول من لديه غواصة تعمل بالكهرباء اخترعها إسحاق بيرال سنة 1888 (غواصة بيرال).
- ابتكر المفهوم الحديث للإنزال البري (بدبابات قتالية وقيادة موحدة للقوات البحرية والبرية والجوية) واعتبرت عملية إنزال الحسيمة الأولى في التاريخ العسكري، وأدى نجاحها المطلق بانهاء حرب الريف (1925). وهيئة أركان عملية إنزال نورمندي (بقيادة الجنرال إيزنهاور) التي انهت الحرب العالمية الثانية كانوا قد درسوا تلك الاستراتيجية التي مارستها البحرية الإسبانية قبل عقدين من الزمن.
- أول بحرية استخدمت طائرات الإقلاع العمودي وتحديدا Harrier AV-8A «ماتادور» في حاملات الطائرات. كما في حالة حاملة الطائرات Dédalo (R-01) (سابقا USS Cabot). وقد توسع نطاق هذه الممارسة فيما بعد لتشمل بلدانًا أخرى مثل الولايات المتحدة والاتحاد السوفيتي والمملكة المتحدة وإيطاليا والهند وتايلاند.

## التاريخ

### البداية: العصور الوسطى

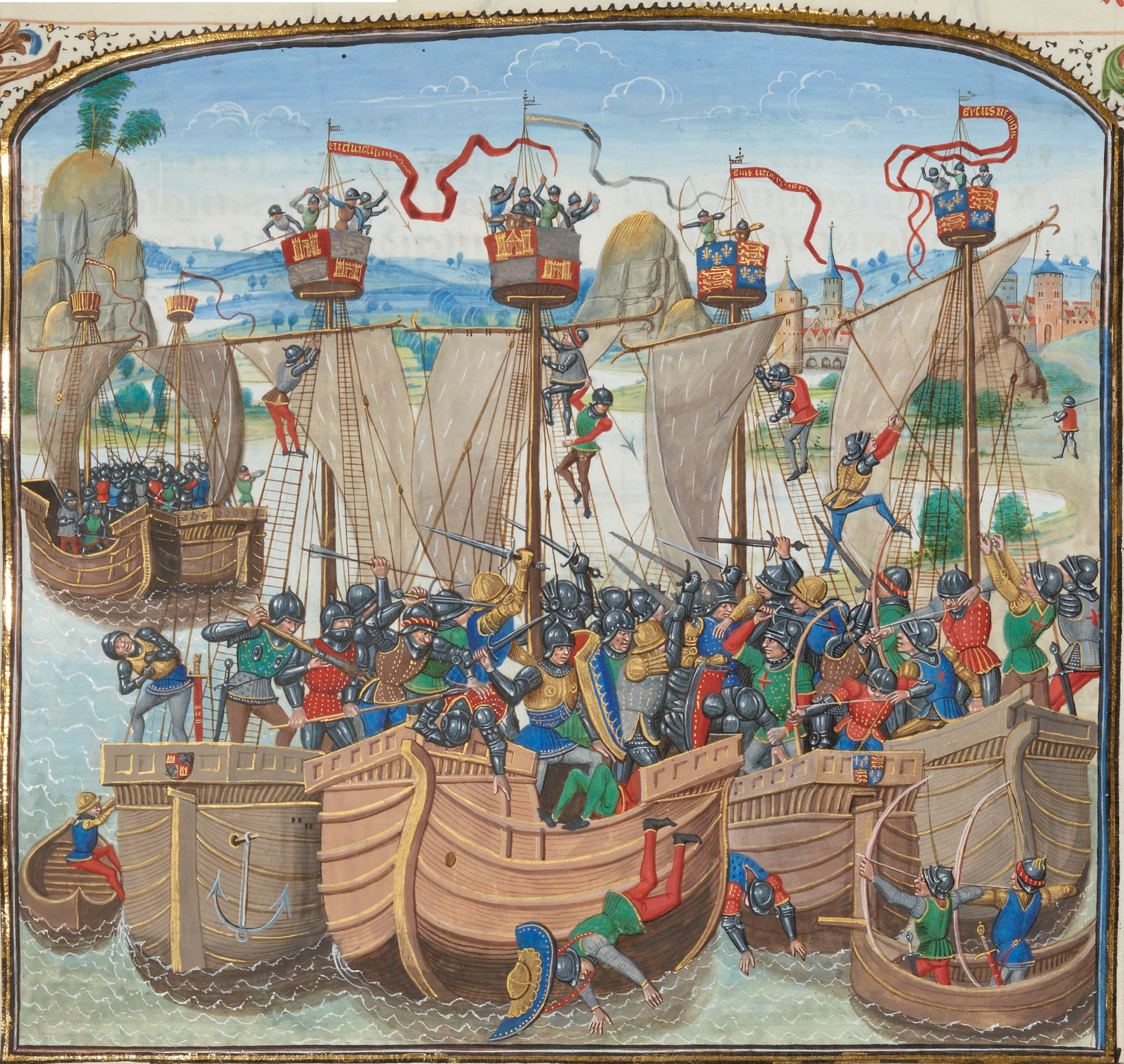
معركة لا روشيل 1372.

تعود جذور البحرية الإسبانية الحديثة إلى ماقبل توحيد إسبانيا أواخر العصور الوسطى، فالمملكتان اللتان اتحدتا لتشكلا مملكة إسبانيا هما أراغون وقشتالة كانتا قد طورتا أساطيلهما. فقوة أراغون البحرية عبارة عن أسطول بحري على الطراز المتوسطي، فسفنه من نوع قادس وتوابعه لتكون سفينة مقاتلة. في حين فضلت بحرية قشتالة الأطلسية سفنًا بدون مجاديف أي باستخدام الهواء لدفع الأشرعة. وتمتلك أراغون ثالث أكبر قوة بحرية في البحر المتوسط أواخر العصور الوسطى، فتخطت قدراتها قدرة البندقية ثم جنوة (تجاوزتها في القرن 15). مكنت قدرة أرغون البحرية في القرنين الرابع عشر والخامس عشر من تجميع أكبر مايمكن من الأراضي من أي قوة أوروبية أخرى في البحر الأبيض المتوسط، وضمت جزر البليار وساردينيا وصقلية وجنوب إيطاليا ودوقية أثينا لفترة وجيزة. وفي الوقت نفسه استخدمت قشتالة قدرتها البحرية للقيام بحروب الاسترداد ضد المورو، فاستولت على قادس سنة 1232. وكذلك ساعدت التاج الفرنسي ضد أعدائه في حرب المائة عام. وفي سنة 1402 غزت حملة قشتالية بقيادة خوان دي بيثينكورت جزر الكناري لصالح هنري الثالث ملك قشتالة.
عندما اتحدت البحريتين في عهد الملوك الكاثوليك. كانت أول حملة لهما على إيطاليا بقيادة القبطان العظيم حيث شاركت قواديس صقلية في بحر كانتابريا في أول عملية حربية.
لم تكن البحرية الإسبانية في تلك المرحلة -كما هو الحال في البلدان الأوروبية الأخرى (باستثناء البندقية)- موجودة بالمعنى المفهوم حاليا، أي أنها تشكيلة من قوارب تابعة للدولة ومصنوعة بالذات لأجل الحرب. ولكن بسبب القرصنة وعدم الأمان في الملاحة كانت جميع السفن تحمل المدافع والأسلحة. وعندما يطلب منهم الملك المساهمة بالحرب يقوموا بتحويل الأحمال التجارية إلى أحمال عسكرية. ويدفع التاج تكلفة ذلك مع الطاقم إلى ملاك السفن. بالإضافة إلى خدمات تلك السفن كان هناك أيضا أفراد خاصين لهم أساطيلهم القتالية الخاصة بهم، كرسوا أنفسهم للقرصنة حتى يطلب الملك خدماتهم. يعين الملك قادة الفرق التي شكلت وجاهزة للإبحار. وفي ذلك الوقت كانت المعارك البحرية تختلف قليلاً عن المعارك البرية، حيث كانت السفن تسعى إلى التجاور والقتال القريب، مما قلل من استخدام المدفعية.
وفي القرن الخامس عشر دخلت قشتالة في سباق الكشف عن أراضي جديدة مع البرتغال، وهو البلد الذي افتتح العصر الأوروبي للاكتشاف. وفي 1492 وصلت سفينتا كارافيل وقرقور قادهما كريستوفر كولومبوس إلى أمريكا في رحلة استكشافية سعت إلى عبور المحيط الأطلسي غربا إلى الشرق الأقصى. وقد بدأ ذلك عصر الطرق التجارية العابرة للمحيطات التي كان روادها الأسبان في البحار إلى غرب أوروبا والبرتغال إلى الشرق.
بدأ الاهتمام في سفن القواديس يفتر (وإن تعافت فيما بعد) لصالح سفن ناو وقرقور وكارافيل. ولم يتبقى في نهاية عهد الملوك الكاثوليك سوى أربعة سفن قواديس في ساحل اقليم غرناطة لدعم السفن الأخرى في الصيف.

### اسطول الباسك
نتيجة لاكتشاف أمريكا ساءت العلاقات بين إسبانيا والبرتغال. فحسب اعتقاد ملك البرتغال فإن الأراضي المكتشفة حديثا تكون خاضعة له بموجب معاهدة ألكاسوفاس. ووصلت تقارير للبلاط الإسباني بأن هناك استعدادات لجمع إسطول بحري في لشبونة، لذلك خاف الملوك الكاثوليك من أي هجمات برتغالية على الرحلة الثانية لكولومبوس. ولتصحيح هذا الوضع كلف الملكين من برشلونة إلى الدكتور أندريس فياللون رئيس مجلس محلي وعضو المجلس الملكي لأصحاب السمو الإسراع بانهاء تجهيز أسطول للمحيط جري اعداده منذ منتصف 1492. وتذرع الهدف بأن الأمر متعلق بمكافحة القرصنة. وبإذن ملكي قام فيالون في يوليو 1493 بتوكيل مدينة بيرميو بهذه المهمة. عرف الإسطول باسم اسطول الباسك (بالإسبانية: Armada de Vizcaya) وتدرب في بيرميو بسفن وطواقم باسكية. وبالنهاية جمعت السفن وابحرت أواخر يوليو نحو قادس حيث وصلتها أوائل أغسطس.
وشكل الإسطول من سفينة قرقور ذات حمولة 1000 برميل، وأربعة سفن ناووس بحمولة مابين 100 و 405 برميل، وكارافيل لمهام الاتصال والاستكشاف. ويحمل الإسطول حوالي 900 رجل. بلغت كلفة الأسطول حوالي 5 854 900 مرافيدي. وتألف الطواقم تقريبا من رجل واحد للسفينة مقابل رجلين للحرب. وكانت مهمة الإسطول هي مرافقة سفن كولومبوس بمجرد مغادرته قادس وابحاره في المحيط وإلى أن يصل الأراضي المكتشفة لحمايته من هجمات السفن البرتغالية. وفي أغسطس 1493 عندما علم الملوك من كولومبوس بأن السفن البرتغالية لن تبحر، صدرت إليها الأوامر بنقل أبو عبد الله آخر أمراء غرناطة ورجال بلاطه من عذرة نحو السواحل الأفريقية.
وبعد التوقيع على معاهدة توردسيلاس مع البرتغال لم يعد لذلك الإسطول ضرورة، لذلك صدرت الأوامر بحله في صيف 1494. لكن الوضع في إيطاليا احتاج إلى وجوده مرة أخرى، لذا فقد ابحر الأسطول نحو صقلية متزودا بـ 7 سفن من الكارافيل للانضمام إلى السفن العشرين الموجودة هناك.

### ولادة البحرية الإسبانية
كانت بداية البحرية الأسبانية في السنوات الأخيرة من القرن الخامس عشر وبداية القرن السادس عشر عندما اندمجت المملكتان (قشتالة وأرغون)، وفي الواقع لم يكن ذلك الدمج مكتملا بعد. ولم تكن هناك قوة بحرية مركزية في ذلك الوقت، ولم يتحقق هذا الاكتمال إلى أن وصل البوربون إلى الحكم. ولكن تبقى الأساطيل العسكرية موجودة عند الضرورة تنفيذا لمهام محددة. كان أول مهمة لدمج تلك البحريات كان في الحملة الأولى والثانية على إيطاليا بقيادة غونثالو فرنانديث دي كوردوبا سنة 1494 ؛ ولكن كان أول عمل مشترك بين البحريتين في جهد عسكري كبير كان في معركة المرسى الكبير سنة 1505. في تلك المعركة استهلت الحملة الإسبانية على شمال أفريقيا كان التنظيم والتخطيط للملك فرناندو الثاني ملك أراغون ولكن القيادة الرئيسية وحتى التمويل كان بيد الكاردينال ثيسنيروس أمين سر الملكة إيزابيلا. ولأسباب مختلفة احتاجت كل من قشتالة وأراغون السيطرة على الساحل الجنوبي للبحر الأبيض المتوسط مرة أخرى مؤكدين العبارة الشهيرة «إرادة واحدة في نطاقين».
بعد نجاح تلك المعركة استمر سقوط مدن الشمال الأفريقي. فواصل الكاردينال سيسنيروس في التشجيع والتوجيه. فقاد الإسطول من بعده بيدرو نافارو.

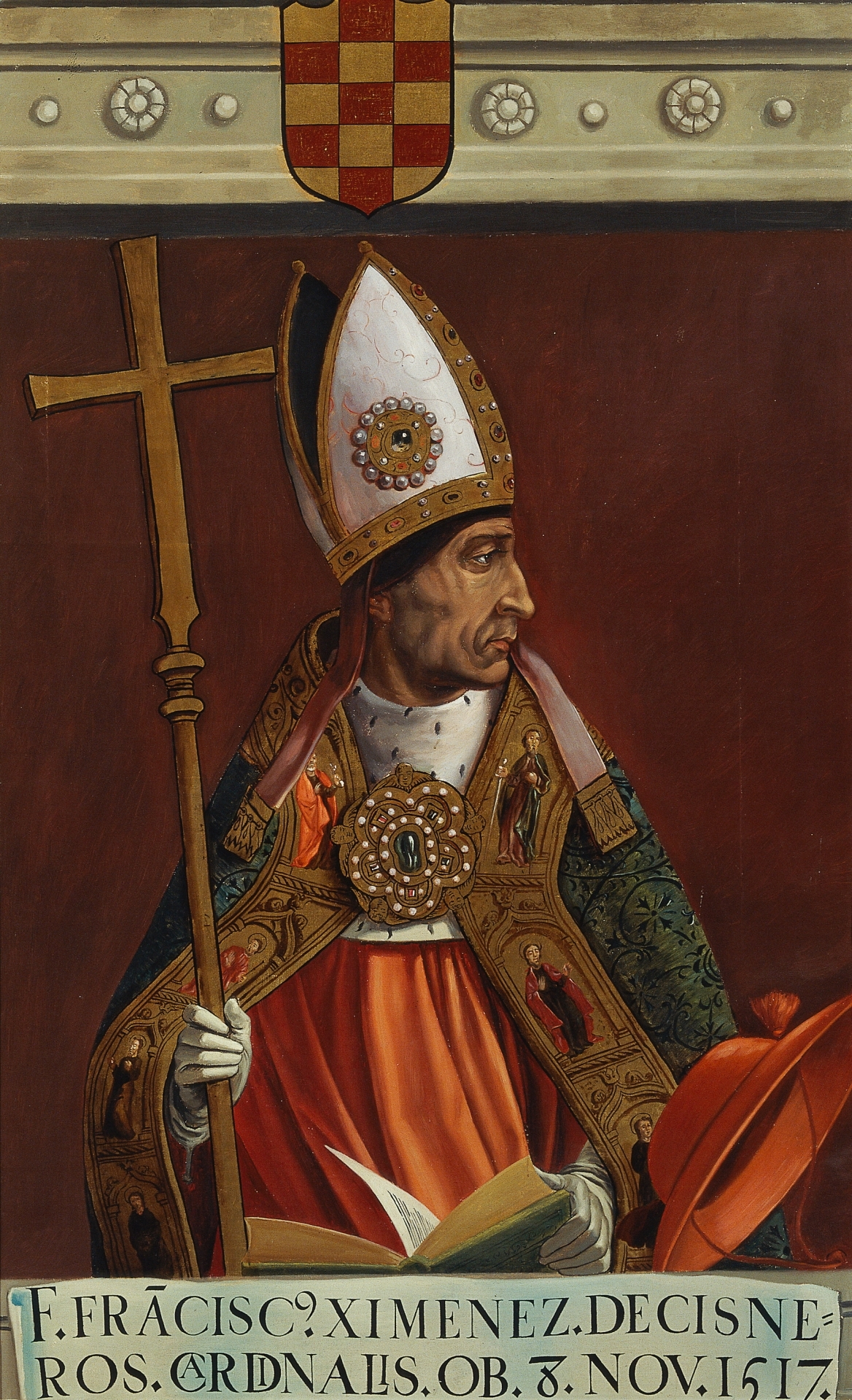
الكاردينال ثيسنيروس مؤسس الحملات البحرية على الساحل البربري.

كانت قيادة نافارو هي العلامة الأولى لظهور غزاة البحرية الإسبانية:
- محاولة دوق شذونة غزو مليلية سنة 1497.
- سقوط جزيرة قميرة 1508.
- احتلال وهران في سنة 1509 وكان معهم في الحملة ثيسنيروس نفسه بعمر ال 70 عامًا. ولعبت البحرية الإسبانية دورا رئيسيا في تنفيذ هجوم وانزال مشترك مع القوات البرية. فانقذوا 300 سجين مسيحي مقابل قيامهم بمذبحة كبيرة للأهالي.
- خضوع الجزائر العاصمة في يناير 1510 مما سمح لها ببناء حصن عند مدخل الميناء.
- كما خضعت دلس ومستغانم وشرشال وبنفس الشروط.
- استيلاء البحرية الإسبانية على طرابلس في 25 يوليو 1510.

لطالما اعتبر الإسبان أن تلك الحملات هي استمرار لحروب الاسترداد. وكان قصد الحملات هو احتلال المنطقة شمال أفريقيا بأكملها، وتأمين السواحل الإيبيرية والإيطالية من الهجمات المسلمين المستمرة. وفي الوقت نفسه أظهرت البحرية مثلها مثل الأخرين في ذلك العصر أنه لم تكن لديها التكنولوجيا الكافية للدفاع عن سواحلها من الهجمات؛ بل كانت أداة لمنع الهجوم على سوالها والدفاع عن موانئها.
من خلال تسلسل الأحداث أضحت سواحل إيطاليا وشمال إفريقيا غير مؤمنة، فقد دمر بربروسا السواحل الإيطالية وشمال أفريقيا وطرد الأسبان من تونس سنة 1504. وقد اعتبر هذا القبطان بطلاً من معاصريه المسلمين وكذلك المسيحيين الذين أشادوا به. فعلى سبيل المثال كتب رئيس الدير «برانتون» في كتابه فرسان مالطا عنه: "لا يمكن مقارنته بالغزاة اليونانيين أو الرومان. أي بلد سيكون فخورًا به إن كان هو أحد ابنائه".

### حقبة الهابسبورغ

#### الأمريكتين
بعد اكتشاف أمريكا والإستيطان في بعض الجزر الكاريبية مثل كوبا بدأ الغزاة الإسبان أمثال هيرنان كورتيس وفرانسيسكو بيزارو بنقل البحرية الإسبانية إلى بر أمريكا القاري. ففي حكم فيليب الثاني كشف بيزارو أن البيرو ليست أسطورة وأنها غنية بالمعادن الثمينة. أضاف هذا الاكتشاف إلى الذي ظهر في المكسيك وبوليفيا (مناجم بوتوسي الشهيرة). وقامت البحرية أيضا بنقل المستكشفين إلى البر القاري لأمريكا الشمالية، ومنهم خوان بونثي دي ليون وألفاريز دي بينيدا اللذان اكتشفا فلوريدا (1519) وتكساس (1521) على التوالي. في سنة 1519 أرسلت إسبانيا أول رحلة للطواف حول العالم في التاريخ، ووضعتها تحت إمرة القائد البرتغالي فرديناند ماجلان. وبعد مقتل ماجلان في الفلبين انتقلت قيادة البعثة خوان سباستيان إلكانو سنة 1522. وفي 1565 سارت بعثة متابعة بقيادة ميجيل لوبيز دي ليجازبي بسفن البحرية من إسبانيا الجديدة (المكسيك) إلى الفلبين عبر غوام من أجل تأسيس جزر الهند الشرقية الإسبانية، وهي قاعدة للتجارة مع الشرق. على مدى قرنين ونصف القرن كان غاليون مانيلا يعمل عبر المحيط الهادئ ويربط بين مانيلا وأكابولكو. حتى أوائل القرن السابع عشر اكتشفت العديد من الرحلات البحرية في المحيط الهادئ مثل جزر ماريانا وكارولين وأيضًا أرخبيل توفالو وجزر ماركيساس وجزر سليمان وغينيا الجديدة في جنوب المحيط الهادئ. وفي إطار البحث عن أراضي أستراليا (Terra Australis) اكتشف الرحالة الإسبان في القرن السابع عشر عن أرخبيل بيتكيرن وفانواتو. ولكن يبقى الأهم من ذلك كله هو اكتشاف الأساطيل الإسبانية سنة 1565 الأرخبيل الفلبيني واستعماره، وسميت جزر الهند الشرقية الإسبانية.

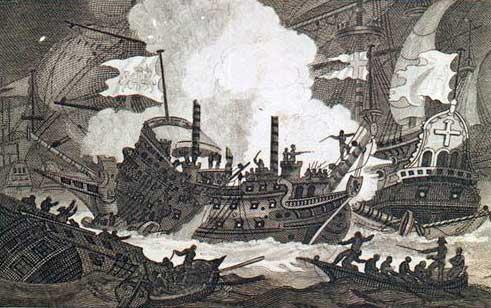
سفينة دريك الرئيسة المسماة Revenge لحظة أن استولت عليها البحرية الإسبانية في مياه جزر الأزور سنة 1591 بعد سنة من كارثة الأرمادا الإنجليزية.

وقد حاول ملوك إسبانيا لسنوات عديدة الحفاظ على سرية ماتم اكتشافه في أمريكا، ولكن في 1521 تمكن القراصنة الفرنسيون بقيادة جان فلوري من الإستيلاء على جزء من «كنوز مونتيزوما» الشهيرة، مما فتح مجال جديد وواسع للاعتداءات والصعود على متن السفن والبحث عن الغنائم الثمينة لنيل تلك الثروات الهائلة التي عثر عليها. وسرعان ما انتشر هذا النموذج بين الفرنسيين فازدادت الكمائن والاعتداء على السفن الإسبانية. بالرغم من أن غنائم القراصنة كانت قليلة جدا مقارنة بالثروات الضخمة التي جلبت من جزر الهند، إلا أن أهمية تلك الشحنات كانت كبيرة جدا كي تعدم حمايتها. وهكذا بدأ لإسبانيا نوعين مختلفين من الأساطيل. اسطول البحر المتوسط من جهة التي انتشرت فيها سفن القواديس التي تعمل بالتجديف (سفن عفا عليها الزمن، ولكن انتصارها في معارك مثل ليبانت أعطاها بعض العمر). ومن جهة أخرى أسطول المحيط الأطلسي الذي يتكون من سفن ناووس والغليون. على الرغم من أن القواديس استمرت بالعمل لعقود عديدة، إلا أن الأساطيل الأطلسية كانت المرغوبة جدا لفيليب الثاني والملوك من بعده. حتى أن دون خوان النمساوي اضطر إلى ترك سفنه راسية بسبب نقص الميزانية بالرغم من انتصاره الكبير في ليبانت.
في ذلك الوقت كان لأسطول الأطلسي أفضل التقنيات وآخر التطورات في مجال الملاحة؛ فكان تخطيط وتصميم وبناء سفن الناوس والغليون سرًا محفوفًا بالتحوط. لدرجة أنه لم يصلنا منه شيئا في الوقت الحالي، كما يتضح من أنه لم تكن أيا من النسخ المصنعة بمناسبة الذكرى ال500 لاكتشاف أمريكا قد طابقت السفن التي كانت في زمن كولمبوس. وبالتالي كان مضمونا نقل البضائع مالم تكن هناك عواصف ترسل العديد منها إلى القاع. ويكون نقلها عبر أسطولين سنويين يغادران كارتاخينا دي إندياس وترافقهما «قافلة سفن الغاليون».

#### أسطول المال الإسباني

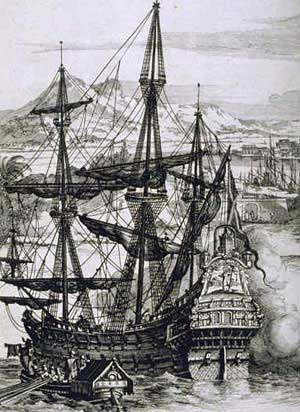
كانت الغليون من القطع المرغوبة جدا. حتى أن فرانسيس دريك لم يتورع من مغادرة أسطوله ليستولي على واحدة منها في معركة الأرمادا الإسبانية.

في أغسطس 1543 صدر مرسوم أسس بموجبه أسطولين سنويين. وسمي الأول بإسطول إسبانيا الجديدة ونقطة انطلاقه من شلوقة (عند مصب الوادي الكبير) إلى جزر الأنتيل الكبرى، ثم إلى فيراكروز في المكسيك لشحن البضائع والعودة بها إلى شبه الجزيرة. أما الإسطول الثاني فسمي اسطول البر الرئيسي ووجهتها الأولى هي جزر الأنتيل الصغرى، ثم تمضي نحو بنما في الفترة بين يوليو وأغسطس. تشكلت تلك الأساطيل من حوالي 30 - 35 سفينة منها اثنان على الأقل غاليون، أحدهما لقائد الأسطول وموظفيه (يسمى «الكابتن») والآخر للأدميرال . ولكلتا السفينتين أربعة مدافع حديدية وثمانية برونزية و24 من القطع الأصغر. تم تجهيز بقية السفن بمدفعيتين وعشرات البنادق وأنواع مختلفة من الأسلحة. كانت تلك الغاليونات غير ذات كفاءة في العديد من الظروف كي تضمن أمن الحمولة. لذلك فقد زوِّد كلا الأسطولين بحراسة تتكون من 8 - 10 سفن غاليون. لهذا السبب سمي الأسطول المرافق ب«قافلة سفن الغاليون».
وكانت خدمات الإستخبارات والأمن لتلك القافلة ممتازة، يتم فحص الإسطول ثلاث مرات قبل مغادرته نحو جزر الهند وتنتظر الأوامر الآتية من الساحل لمنع القراصنة أو المنشقين أو الموريسكيين الممنوعين من الهجرة إلى أمريكا من الانضمام للقافلة. وتكون الاتصالات بين القبطان والاميرالية بشكل دوري عن طريق السفن السريعة. وعند رؤية اليابسة لا يمكن للسفن من النزول إليها إلا في حالات الضرورة القصوى ولمدة لا تتجاوز 24 ساعة. فالإخلال لتلك الأوامر تكون عقوبتها صارمة، وقد تصل إلى الإعدام. بالإضافة إلى ذلك فقبل مغادرة الإسطول يرسل سفينة سريعة لإبلاغ الوطن عن وصولهم المتوقع والبضائع المحمولة. كما يجمع معلومات عن الطقس واحتمال وجود سفن القراصنة. في حال تطلب الوضع ذلك يمكن للأسطولين أن يسافران معاً أو يؤجلان مغادرتهما أو يرسلان الشحنة في ثلاثة أو أربعة من سفن الزبراس، وهي زوارق سريعة ومسلحة جيدا بحمولة 200 طن ويمكنها القيام بالرحلة خلال 25 - 30 يوماً بدلا من التجار المعتادين. أو في الحالات القصوى فإن الإسطول سيؤجل رحلته حتى السنة القادمة.
استخدمت تلك الأساطيل لنقل الذهب من المكسيك والبيرو والفضة من بوتوسي. ونقلت معها منتجات ثمينة أخرى؛ فأراضيها تحمل أحجارًا كريمة ولؤلؤ من سواحل فنزويلا وكولومبيا الكاريبية، وبعض التوابل مثل الفانيليا والنباتات الصبغية المرغوبة جدا مثل خشب البرازيل وخشب البقم. قد تنفصل إحدى سفن الإسطول بفعل الأعاصير مما يجعلها فريسة مرغوبة جدا، ويعد أخذها أسطورة كبيرة عند القراصنة. ولكن في الواقع لم يحدث إلا بطريقة استثنائية. يمكن وصف أسطول المال الإسباني (أو أسطول جزر الهند (بالإسبانية: flota de Indias)) واحدة من أنجح العمليات البحرية في التاريخ. فخلال 300 سنة من وجود أسطول المال الإسباني فقدت قافلتان من هذه القوافل بسبب غارات العدو مع حمولتيهما، واحدة اخذها الأسطول الهولندي في 1628 والأخرى اخذها الأسطول إنجليزي سنة 1656. أما القافلة الثالثة فقد دمرت عند رسوها بهجوم إنجليزي آخر في 1657، ولكنها تمكنت من افراغ حمولتها من الكنوز.

#### إسطول البحر المتوسط
أما في إطار البحر المتوسط فقد سيطرت إسبانيا على معظم الموانئ المهمة على طول ساحل شمال إفريقيا غرب برقة ولا سيما مليلية (أحتلت عام 1497) والمرسى الكبير (1505) ووهران (1509) والجزائر (1510) وطرابلس (1511) وهي أبعد نقطة تمكنت البحرية الإسبانية من احتلالها. ومع ذلك ظلت الأراضي القريبة لتلك الموانئ تحت سيطرة سكانها المسلمين والبربر، وبدأت البحرية العثمانية الآخذة في الاتساع بشن هجوم مضاد كبير، مما أفسد على الإسبان خلال عقود من الحروب المكثفة أن يهيمنوا على غرب المتوسط. (تمكن العثمانيون من استرجاع الجزائر وطرابلس في وقت لاحق من القرن السادس عشر).
مرة أخرى كان لـ «البحرية» قائد جديد وهو كارلوس الخامس وهجومه على تونس. حيث بادر في سنة 1535 بتوحيد الأسطول. وكان الماركيز فاستو يقود إسطولا إسبانيا من 45 سفينة ناو و 17 من القواديس قد أضاف إليه الملك 23 من سفن الكارافيل جلبها أندريا دوريا من جنوة. ثم أضاف البابا إلى ذلك الإسطول تسع قواديس وأعطوه فرسان مالطة ستة أخرى ومن البرتغال غاليون. بالإضافة إلى المئات من سفن الأسطول الاسباني جمعها كارلوس الخامس من نابولي وصقلية والباسك ومالقة. وبذلك يكون الجيش الذي جمعه كارلوس الخامس من 25 ألف رجل. 4000 من المحاربين الذين خدموا في الحروب الإيطالية و9000 جدد و7600 ألماني و5000 إيطالي. ولكن تبقى القيادة إسبانية لأن التاج الإسباني دفع كامل المخصصات لتلك الحملة. وتوجت الحملة الصليبية التابعة للبحرية الإسبانية نحو تونس، فسقطت قلعة حلق الوادي المهيبة، ثم مدن تونس وبنزرت وبجاية وعنابة. وفي سنة 1541 حاول الإمبراطور القضاء على خير الدين بربروس باحتلال الجزائر آخر معاقله في غرب المتوسط، ولكن واجه الإسطول عواصف وزوابع بحرية قوية قلبت سفن العدو وخيامه ومعسكره، وانهال المطر على المنطقة فأفسد مفعول البارود. فحاول الإمبراطور احتلال المدينة حفظا لماء الوجه ولكنه واجه مقاومة شرسة حطمت جيشه.

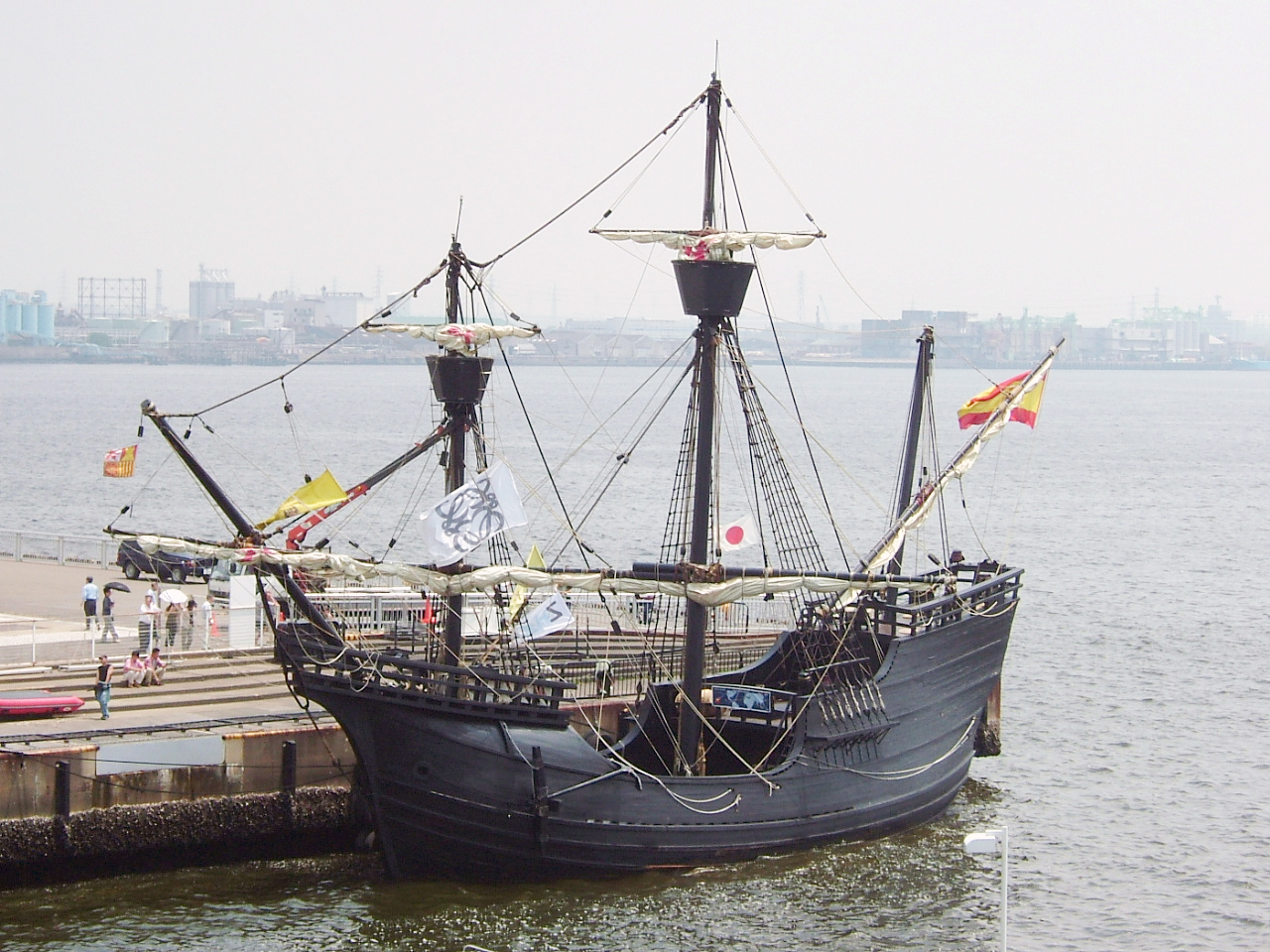
نسخة طبق الأصل من سفينة ناو فيكتوريا، وهي السفينة الوحيدة من خمس سفن التي عادت إلى إسبانيا سنة 1522 بعد قيامها بأول طواف حول الأرض بقيادة ماجلان.

في ذلك الوقت استقرت قوة الأساطيل الأسبانية على سفن القواديس ذات المجاديف وهي مما تبقى من سفن العصور القديمة، واستمر في الحالة إلى نهاية القرن تقريباً. ولكن ظهرت علامات العصر الجديد عند الاستيلاء على تونس. وقد جهزت سفن الناووس الجديدة -وهي أكبر من التي استخدمها كريستوفر كولومبوس قبل أربعين عاما- بالمدافع وبرجين مدفعية (أبراج مراقبة ومؤخرة السفينة) بحيث يمكنها نقل 150 بحارا و 500 جندي لمسافات قصيرة. ولكن لا شك يبقى الإبداع في الغاليون الأكبر حجماً والأكثر أسلحة من الناووس الذي أضحى بعدها رأس حربة للبحرية الإسبانية.
كانت كل من سفن الناو والغاليون من السفن المحتوية على تجويف أكثر استدارة ولها ثلاثة صواري (شراع خلفي وشراع امامي سفلي والسارية الرئيسة). وكانت الأولى مشتقة من سفينة القرقور مع أعداد مدفعية أكثر. والثانية هي لمواجه موجات المحيط الأطلسي التي لا يمكن لسفن الناو التغلب عليها بسهولة. لم تكن لمدفعيتها ولا لمزايا الملاحة أهمية كبيرة في البحر المتوسط، ولكن سرعان ما اعتبر في المرحلة الجديدة أكثر أهمية.
بدأت أهمية هذين النوعين من السفن مع القراصنة الفرنسيون الأوائل الذين تلقوا الدعم والنصح من قرنائهم القراصنة الاسبان، بعد اكتشافهم لبعض الشحنات الثمينة من الفضة والتوابل قادمة من أمريكا حملتها تلك السفن، كما سنرى لاحقا. كانت الناو سفن نقل جيدة كما اتضح من حقيقة أن شحنة التوابل التي نقلتها سفينة الناو فيكتوريا بقيادة إلكانو تمكنت من تغطية نفقات بعثة ماجلان بالكامل (مجموعها خمس سفن). وفي الوقت نفسه، أظهرت سفن الغاليون قدرتها الملاحية في رحلات مثل بعثة ميجيل لوبيز دي ليجازبي لغزو الفلبين وعودة الغاليون سان بدرو إلى المكسيك كاسرا المقولة حول المحيط الهادئ:«سوف تغادر ولكنك لن تعود».

#### معركة ليبانت
تمكنت البحرية الإسبانية من تحقيق أضخم انجاز لها في جميع تاريخها البحري بانتصارها على الإسطول العثماني في معركة ليبانت، وذلك في سنة 1571. فقد رست في ميناء مسينة الصقلي 70 سفينة من نوع قادس تابعة للإسطول الإسباني والإيطاليين والفلاندر، وتسعة من مالطا و12 سفينة للبابوية و140 سفينة للبندقية مكونين العصبة المقدسة بقيادة الدون خوان النمساوي في سفينته القادس ريال، ومن معاونيه ألفارو دي بازان وأندريا دوريا ولويس دي ريغويسنس. وفي يوم 7 أكتوبر وقعت المعركة في الخليج الذي يحمل نفس الاسم أمام 260 قادس عثماني. واتسمت المعركة بالدموية والعنف الشديدين، فاستشهد قائد القوة البحرية مؤذنزاده علي باشا وتمكنت 45 سفينة عثمانية فقط من الفرار. بالرغم هذا الانتصار الباهر للأوربيين في المعركة التي اعاقت البحرية العثمانية خاصة في غرب المتوسط، إلا أنها استطاعت أن تتعافى من الهزيمة. ففي أقل من عام تمكنت من بناء أسطول جديد كان أكثر قوة وعددا من الأسطول الذي تحطم في تلك المعركة.

#### الأرمادا الإسبانية

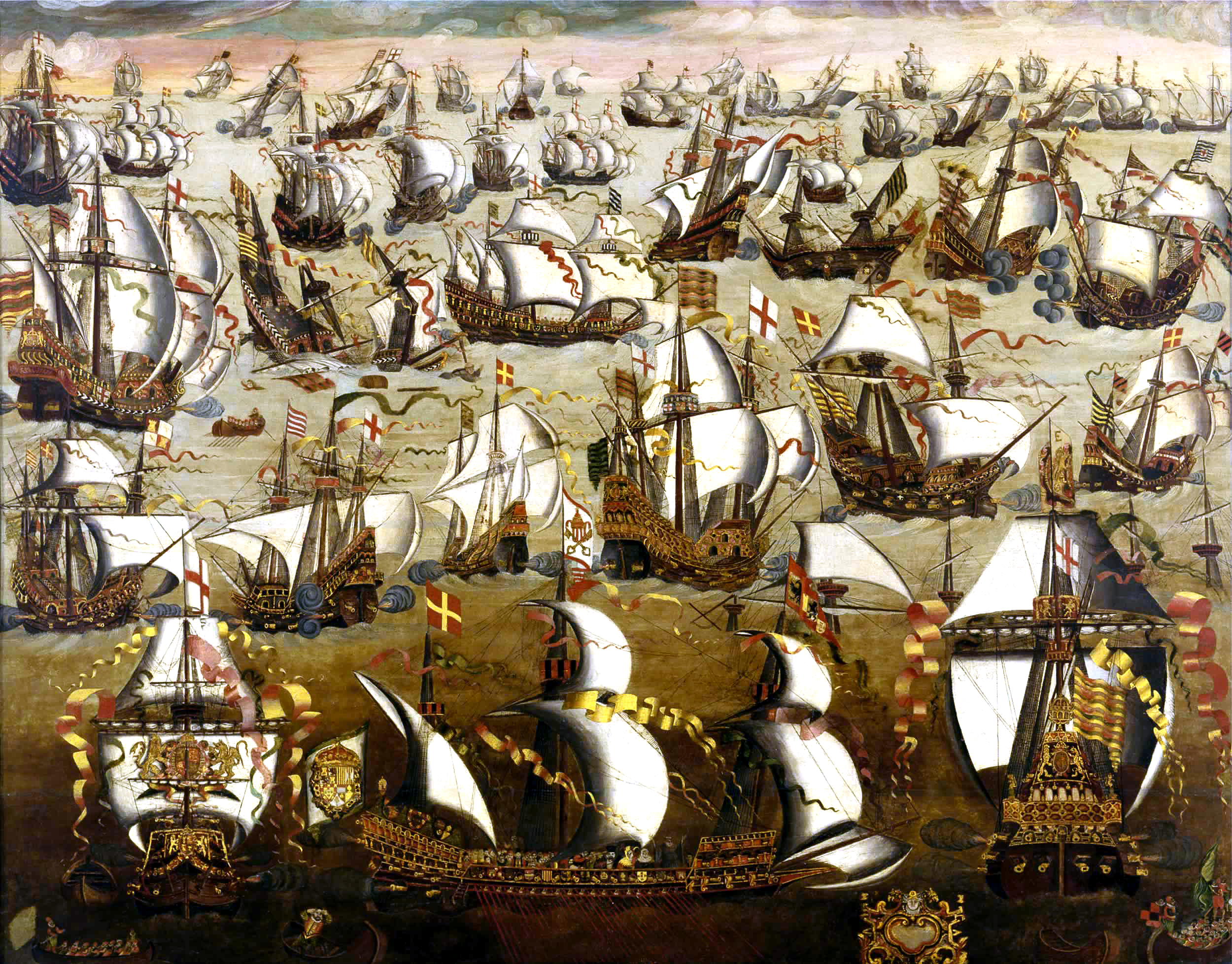
معركة بين الأسطول الأسباني والأسطول الإنجليزي.

في إنجلترا كان يُنظر إلى القراصنة الإنجليز أمثال فرانسيس دريك أو جون هوكنز بانهم أبطال قوميين وأنهم ابتلاء حقيقي لخزائن التاج الإسباني. لكن الدراسات التفصيلية حول تلك القرصنة تشير إلى أن هيبة وقوة الأسطول الإسباني كانت مهيمنة على جميع الأساطيل الأخرى. ومن الأمثلة على ذلك الهزيمة التي عانى منها هذان القرصانان على أيدي أسطول إسبانيا الجديدة في معركة سان خوان دي أولوا سنة 1568 حيث بالكاد تمكن الإنجليز من إنقاذ سفينتين فقط. كان تفوق تشكيلات الغليون على أي بحرية أخرى واضحة كما في بداية معارك لا غراندي إي فيليسيما أرمادا (بالإسبانية: La Grande y Felicísima Armada) ضد السفن الإنجليزية سنة 1588، والتي أطلق عليها الإنجليز بعد هزيمتها اسم (Armada Invencible) تهكما. وفي تلك المناسبة لم يكن أسطولًا للقراصنة ولكن جميع القوات الإنجليزية تقاتل من أجل بقاء بلادهم. ومع هذا كله لم يتمكنوا من كسر تشكيلات البحرية أو إيقافها إلا بعد إرسال الإنجليز بسفن نارية وأيضا دعم السفن الهولندية، إلى جانب مناخ كان غير موات. وتمكنت تلك الأسباب من الحاق الضرر بسفن الناو والغليون الاسبانية.
بعد هذا الانتصار كانت هناك فرحة حتى النشوة في بلاط إليزابيث الأولى التي أدت بهم إلى تنظيم أرمادا مضادة. حيث اعتبر الإنجليز أنه من الممكن غزو أسبانيا عبر لاكورونيا. لكن الحقائق أظهرت خطأ ذلك. فقد كان بانتظارهم الرجال الذين أمرهم ألفارو دي بازان قبل وفاته وكذلك سكان مدن الساحل. وسببوا لهم هزيمة مدوية، أولاً في لاكورونيا ثم لشبونة فقادس. وفقد الإنجليز 40 سفينة بين غارقة أو مسلوبة، و11 ألف - 15 ألف بين قتيل وجريح. الفرق عن الضحايا الإسبان هو أن هذا الرقم كان أكثر من نصفه من الجنود والبحارة الذين شاركوا في الحرب (20000)، معظمهم تحت المدافع الإسبانية. وصف المجلس الخاص لإليزابيث الأول في تقرير متحفظ العملية على النحو التالي:
وأرسل فيليب الثاني جيشين آخرين أيضا ضد إنجلترا، إلا أنها فشلت بسبب الطقس. لكن هذا ليس شيئًا فريدًا: لم يتمكن المغول من غزو اليابان أبدًا بفضل ما يسمى بالرياح الإلهية (كاميكازي باللغة اليابانية). واستمرت الأعمال العدائية بين البلدين والتي انهكت كليهما. بالواقع لم يكن فيليب الثاني جديا في تخطيطه لغزو إنجلترا، فقد كان يتوقع تدخل إلهي في قضية محسومة. فإن كان قد وضع خطة دقيقة فإن النتائج كانت مختلفة للغاية، لأن إنجلترا ليس لديها قوة كافية من الجيوش للدفاع عن نفسها. ويؤكد على ذلك تلك الحقائق التالية:
- في يوليو 1595 قضى الكابتن كارلوس دي أميسكويتا سبعة أيام في سفنه الثلاثة وهبطت في الأراضي الإنجليزية دون أن يجد مقاومة متهورة.
- أرسل فيليب الثالث خوان ديل أكويلا ومعه 3500 جندي من المُشاة حيث نزل في كينسالي بإيرلندا وبقي هناك أربعة أشهر حتى انسحابه في فبراير 1602.

بدأت الدولتان في استنفاد قوتهما أمام بعضهما البعض في نهاية القرن السادس عشر. فإسبانيا قد حققت انتصارات ضد دوق إسكس وفي جزر الأزور ضد السير رالي. وفي محاولة إنجلترا غزو برزخ بنما سنة 1596 فشلت الحملة بعد وفاة قائدها السير فرانسيس دريك ومن قبله جون هوكينز. وقد تمكن رجال جورج كليفورد من الاستيلاء على سان خوان دي بورتوريكو في 1598 رغم أنهم اضطروا إلى تركها في غضون بضعة أشهر. في مواجهة هذا الوضع المتقلب جدا في الحرب، ومع وفاة إليزابيث الأولى سارعت إسبانيا وإنجلترا إلى التوقيع على معاهدة لندن في أغسطس 1604.

#### حرب الثمانين عاما
وفي السبعينيات من القرن 16 ازداد الثوار الهولنديون في تحديهم القوة البحرية للإسبان، مكونين قوة بحرية قوية هاجمت السفن والملاحة الإسبانية وصعبوا في الوقت نفسه من اتصالات إسبانيا البحرية مع ممتلكاتها في البلدان المنخفضة. وأبرز تلك الهجمات كانت في معركة جبل طارق (1607)، حيث دمر اسطول هولندي صغير أسطولًا من سفن الغليون الشراعية راسية داخل حدود الخليج. أخذت هذه المعركة البحرية بعدا عالميا فازدادت أعمال القرصنة في منطقة الكاريبي والشرق الأقصى خصوصا في الفلبين. وكان رد أسبانيا على مشاكلها هو تشجيع قراصنة هولندا الإسبانية التابعين لها وقاعدتهم الرئيسية دونكيرك ويسمون بالدونكيركيون بالهجوم على السفن التجارية وسفن الصيد الهولندية. جذب هذا الصراع الإنجليز بدخولهم الحرب مع إسبانيا، مما خلق تهديدًا إضافيًا للشحن البحري. فحاولت إسبانيا تحييد هذا التهديد بمحاولة كارثية لغزو إنجلترا سنة 1588. وقد أدت تلك الهزيمة إلى إصلاح في إدارة الأسطول. فإدارة البحرية في هذا الوقت لم تكن واحدة ولكنها كانت تتألف من أساطيل مختلفة، تكونت أساسا من التجار المسلحين مع مرافقي السفن الملكية. ففشل أرمادا الذريع كان بمثابة نقطة تحول في الحرب البحرية، فقد أضحت المدافع الآن أكثر أهمية من الصدم والصعود، فجهزت السفن الإسبانية ببنادق بحرية لهذا الغرض. أتاح توسع هذه الأساطيل خلال التسعينيات من القرن السادس عشر بزيادة كبيرة في التجارة الخارجية وزيادة هائلة في استيراد الكماليات والفضة. ولكن سمحت دفاعات الموانئ غير الكافية لقوة أنجلو هولندية بغارة على قادس سنة 1596 بالرغم من عدم نجاحها في تحقيق هدفها المتمثل في الاستيلاء على الفضة من القافلة التي عادت للتو إلا انها تمكنت من إلحاق أضرار جسيمة بالمدينة. فازدادت دفاعات الميناء في قادش متانة، مما أفشل جميع المحاولات اللاحقة للهجوم على الميناء في القرون التالية.
وبعدها تمكنت البحرية الإسبانية من تعزيز عملياتها في القناة الإنجليزية وبحر الشمال وحول أيرلندا. وتمكنت من الاستيلاء على العديد من سفن التجار والسفن العسكرية للعدو في العقود الأولى من القرن السابع عشر واستطاعت توفير إمدادات عسكرية لجيوشها في فرنسا والبلدان المنخفضة والمتمردين الأيرلنديين في أيرلندا.

#### أواخر حقبة الهابسبورغ
بحلول منتصف القرن السابع عشر كانت إسبانيا قد استنزفت قوتها بسبب الضغوط الواسعة من معارك حرب الثلاثين عاما والحروب المرتبطة بها. فبدأت بالتسلل نحو الانحدار البطيء. فقد تمكن الهولنديون والإنجليز والفرنسيون بدءا من منتصف القرن إلى أواخره من الاستفادة من بحرية إسبانيا المتداعية والمتقلصة والأساطيل غير الجاهزة. فالأولويات العسكرية في القارة الأوروبية تعني أن الشؤون البحرية الإسبانية أصبحت مهملة بازدياد. فسيطر الهولنديون على جزر الكاريبي الصغيرة، بينما غزت إنجلترا جامايكا وفرنسا في الجزء الغربي من سانتو دومينغو. أصبحت تلك الأقاليم قواعد لغارات القراصنة ومن مثلهم على موانئ بلدان أسبانيا وسفن البضائع. فاضطر الأسبان على تركيز جهودهم بالحفاظ على أهم الجزر مثل كوبا وبورتوريكو وغالبية سانتو دومينغو، في حين ظل نظام أسطول المال الاسباني على الرغم من تضاؤله بشدة إلا أنه لايمكن هزيمته بسهولة بحمولته المؤمنة من الفضة والبضائع الآسيوية الثمينة عبر الأطلسي إلى أوروبا.
وفي زمن حروب التحالف الكبير (1688-1697) والخلافة الإسبانية (1702-1714) قررت ملكية هابسبورغ أن تكلفة الاعتماد على الأساطيل المتحالفة معها: الأنجلو-هولندية والفرنسية كانت أكثر فعالية من الاعتماد على أساطيلها الخاصة.

### حقبة البوربون

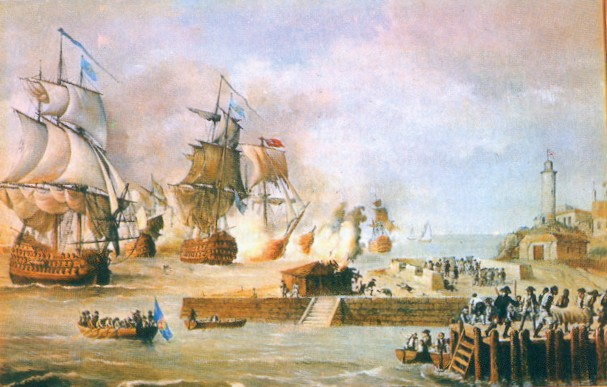
كانت معركة قرطاجنة دي إندياس نكسة ضخمة لبريطانيا العظمى وبحريتها بفضل القيادة الماهرة للأدميرال الإسباني بلاس دي ليزو.

اندلعت حرب الخلافة الإسبانية بعد انقطاع سلالة هابسبورغ الإسبانية واستلام آل بوربون العرش الإسباني. أدى الانقسام الداخلي بين أنصار هابسبورغ وأتباع ملك البوربون إلى حرب أهلية والإهمال الذي جرى في تلك أدى إلى انتكاسة للأسلحة الإسبانية، وفي الآخر فقدت صقلية وسردينيا ومنورقة (لم تتمكن من استعادتها نهائيا إلا سنة 1802) ووهران (أخذها العثمانيين من سنة 1708 حتى 1732). أما الطامة الكبرى فكان خروج جبل طارق من يد إسبانيا. فقد احتلته القوات البريطانية ومعه جزيرة منورقة باسم العلم الاسباني لملك هابسبورغ كارل السادس ولكنها استحوذت عليها في معاهدة أوتريخت شريطة الموافقة على شرعية فيليب الخامس حيث كان متلهفا لموافقتها ليصبح ملك إسبانيا. وخلال حرب الخلافة الإسبانية تنازلت إسبانيا عن ممتلكاتها في هولندا وأجزاء من البر الرئيسي لإيطاليا.
في محاولة لإسترداد خسائر إسبانيا في حرب الخلافة اندلعت حرب التحالف الرباعي (1718-1720) حيث تمكنت البحرية الإسبانية من نقل جيوشها لغزو صقلية وسردينيا، لكن أسطول المرافق دمره البريطانيين في معركة كيب باسارو وتمكن النمساويون من هزيمة الجيش الإسباني في إيطاليا. مما حدا البدء ببرنامج كبير لتجديد وإعادة تنظيم البحرية المتهالكة. وقد بدا ذلك واضحا خلال حرب الخلافة البولندية (1733-1738) حيث تحالفت مع فرنسا وبقيت بريطانيا وهولندا محايدتين. مما مكنها من شن حملة بحرية استعادت فيها صقلية وجنوب إيطاليا من النمسا. وفي أواخر حرب السنوات السبع (1756-1863) انضمت إسبانيا إلى فرنسا ضد بريطانيا إلا أنها لم تتمكن من منع البريطانيين من استيلاء على هافانا بل انهم فوق ذلك استولوا على الأسطول الإسباني.
لم يكن فيليب الخامس مستعدًا لقيادة الإمبراطورية العظيمة في تلك اللحظة وكان يعرف ذلك. ولكنه كان يعرف كيف يحيط نفسه مع اشخاص أكثر استعدادا لإنجاح المشروع، والبحرية كانت إحدى المشاريع التي حققت النجاحات.

#### إصلاحات البوربون

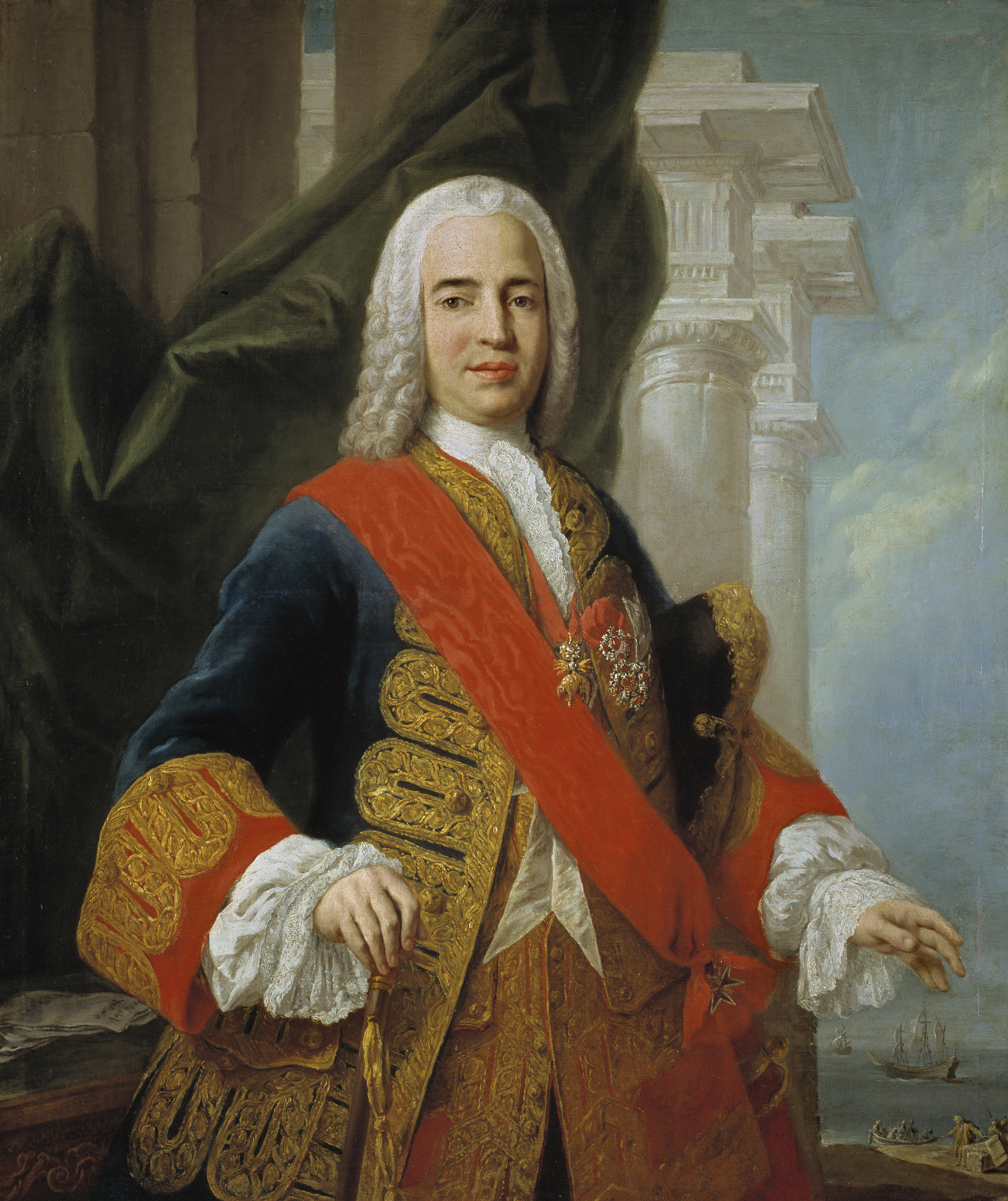
الوزير الماركيز دي لا إنسينادا:رائد مشروع اصلاح الإرمادا الإسبانية.

أسّس فيليب الخامس وزارة للجيش والبحرية بداية سنة 1714؛ بحيث اضحت الأساطيل البحرية المختلفة تحت قيادة وإدارة واحدة. وبعد حرب التحالف الرباعي أدخل برنامج صارم لتوحيد المقاييس في السفن والعمليات والإدارة. ونظراً لاحتياجات الإمبراطورية كانت تصاميم البحرية الإسبانية تميل إلى أن تكون أكثر توجهاً نحو الواجبات طويلة المدى لحراسة السفن والقيام بالدوريات أكثر من المعارك. فبدأ الشروع نحو إصلاح رئيسي للبحرية الإسبانية وتحديث سفنه وإدارته بمساعدة خبراء فرنسيون وإيطاليون. وأول الإصلاحيين كان خوسيه باتنيو وهو إيطالي من أصل غاليسي، وهو أحد أفضل مهندسي السفن البحريين في القرن الثامن عشر، وأعانه في مشروعه الوزير المتنور الماركيز دي لا إنسينادا. فبدأ بإعادة هيكلة الأساطيل والجيوش الصغيرة في مؤسسة واحدة مشتركة. وقام بإنشاء أحواض بناء سفن جديدة في قادس وفيرول. وبنى الترسانات الضرورية لتجميع المدافع والذخيرة والحديد والمعدات الأخرى التي تحتاجها السفن. تمكن باتنيو من إطلاق 56 سفينة وبناء 2500 مدفع بحري جديد. وقد كرمت البحرية الأمريكية أعماله لدرجة أنها أطلقت إسمه على إحدى سفن الإمداد اللوجستي. وقد أدرك الماركيز دي لا إنسينادا وهو أحد رواد إصلاح البحرية الإسبانية مدى قدم وتهالك الإسطول الإسباني، وقد اقترح في سنة 1748 أن يسافر الخبير البحري خورخي خوان إلى بريطانيا العظمى للتجسس وتعلم التقنيات البحرية الإنجليزية الجديدة. وقد وظف التاج بعض الفنيين الأجانب المؤهلين للعمل في أحواض بناء السفن الإسبانية. وقد كان ذلك البناء الحقيقي لأسبانيا من خلال أسطولها العظيم، وبرزت بعض السفن بأنها طليعة الهندسة البحرية في ذلك الوقت، مثل السفينة الخطية مونتانس. وتمكنت البحرية من زيادة إسطولها إلى مايقل عن 60 سفينة خطية و65 فرقاطة جاهزة للعمل. بالإضافة إلى ذلك رفع إنسينادا أفراد البرية إلى 186,000 جندي والبحرية إلى 80,000.
وأنشئ حوض بحري رئيسي في هافانا يمكِّن البحرية من الاحتفاظ بقوات دائمة في الأمريكتين للدفاع عن مستعمراتها ومنع القرصنة والتهريب، فوفرة الموارد الطبيعية لكوبا ودفاعاتها الطبيعية القوية جعلها موقعًا مثاليًا لبناء السفن الجديدة، فقد بنيت فيها 197 سفينة خلال 97 سنة. وفي سنة 1740 أسر البريطانيون السفينة Princesa حيث أدركوا مدى جودة التصميم الإسباني وبنائه. فتلك السفينة قديمة بالفعل عندما استولوا عليها، ولكنها خدمت أكثر 20 سنة في البحرية البريطانية.
أما في قاعدة فيرول البحرية فقد بنت 50 سفينة في السنوات مابين 1720 - 1790 بما فيها السفينة سان خوسيه ذات 114 مدفع بحري حيث استولى عليها القائد الإنجليزي نيلسون في معركة كيب سانت فنسنت واستخدمها لقيادة الإسطول واطلق عليها اسم سان جوزيف. فاختيار قائد بارز لسفينة اسبانية لقيادة الإسطول يعتبر دليلاً أكثر على جودة السفن الإسبانية. في عام 1735 تم إطلاق سفينة المحارب (Guerrero) وتحتوي على 74 مدفع، وهي سفينة خطية وسجلت أطول مدة إبحار بعمر 89 عامًا من الخدمة المستمرة.
وسجلت الفترة الأخيرة من القرن بأن البحارة والمهندسين البحريين خوسيه خواكين روميرو وجوليان مارتين دي ريتموسا قد طوروا بعض من أفضل السفن الخطية في زمانهم. ففي سنة 1797 كان لدى البحرية 239 سفينة منها 76 سفينة خطية و52 فرقاطة وهو أعلى رقم إنتاج في القرن كله.

#### من معركة قرطاجنة إلى حرب الاستقلال الأمريكية
أثبتت البحرية في حرب أذن جنكينز (1739 - 1748) أنها قادرة على الحفاظ على اتصالاتها مع المستعمرات الأمريكية وإعادة إمداد القوات الإسبانية في إيطاليا لمواجهة البحرية البريطانية. حيث لعبت البحرية دورا هاما في معركة قرطاجنة دي إنديز الحاسمة في كولومبيا الحديثة فتمكنت من هزيمة أسطول وجيش غزو بريطاني هائل بقوة أسبانية أصغر تحت قيادة الأدميرال بلاس دي ليزو. وعانت البحرية البريطانية بأكبر خسارة في تاريخها في تلك المعركة، فقد حشدت 186 سفينة حربية وجنود تعدادهم 27,400–30,000 من البحرية والمشاة في محاولة للاستيلاء على مدن إستراتيجية مثل قرطاجنة دي إنديز في كولومبيا الحالية وسانتياغو دي كوبا. تلك الحملة كانت الأكبر في تاريخ البحرية البريطانية وثاني أكبر حملة بحرية في التاريخ بعد معركة نورماندي خلال الحرب العالمية الثانية. هذا الانتصار الإسباني أطال من سيادتها في الأمريكتين حتى أوائل القرن التاسع عشر. واستمر برنامج التجديد البحري حتى تمكنت إسبانيا بحلول خمسينيات القرن الثامن عشر من التفوق على الهولنديين لتصبح ثالث أقوى قوة في العالم بعد البريطانية والفرنسية.
وفي حرب الاستقلال الأمريكية (1775-1783) كانت البحرية الإسبانية ضرورية بالأساس لجمع كلا من البحرية الفرنسية والهولندية لميزتها العددية بحيث ضغطت على الموارد البحرية البريطانية. وقد لعبوا دورا حيويا إلى جانب الفرنسيين والهولنديين في الحفاظ على الإمداد العسكري للمتمردين الأمريكيين. لعبت البحرية أيضا دورا رئيسيا لمساعدة الجيش الاسباني في هزيمة البريطانيين في فلوريدا. خاضت معظم المعارك البحرية لمساعدة الإسطول الفرنسي، مع أنها حققت نجاحات مربحة بأسر قافلتين بريطانيتين كبيرتين كانتا بهدف تموين القوات البريطانية والموالين لها في أمريكا الشمالية. وأسفرت العمليات المشتركة مع فرنسا على الاستيلاء على منورقة ولكنها فشلت في الإستيلاء على جبل طارق بعد حصاره.

#### من ترافلجار حتى وفاة فرناندو السابع

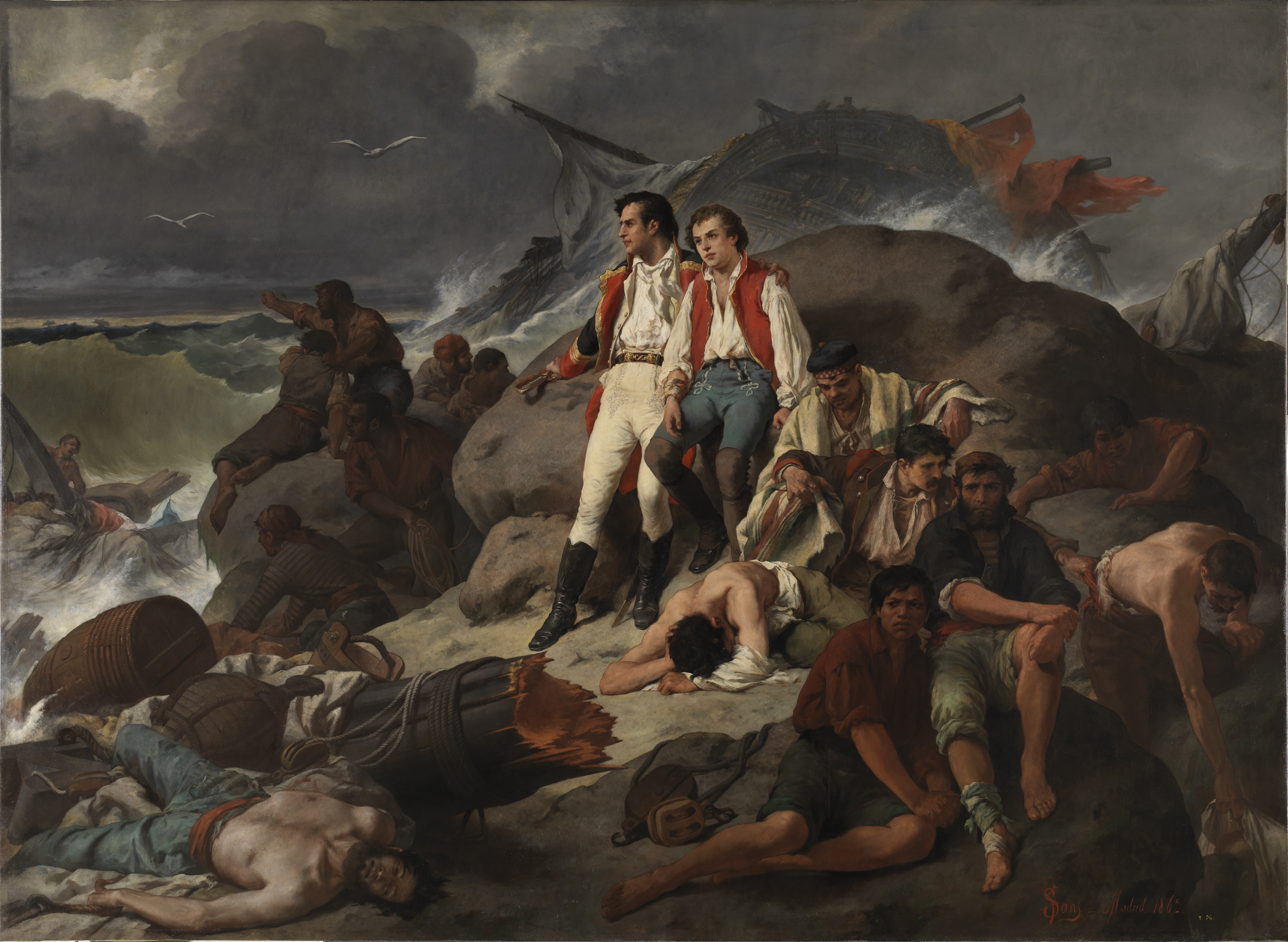
مشهد لمعركة ترافلجار. ويظهر فيها من بقي على قيد الحياة من البحارة الأسبان للسفينة نبتون الخطية التي تحطمت بعد المعركة وغرقت بسبب عاصفة في محيط قلعة سانتا كاتالينا في إل بويرتو دي سانتا ماريا (قادس)
.

في البداية حاربت إسبانيا فرنسا في حروبها الثورية (1792-1802)، إلا انها أصبحت محايدة في 1796، ولكنها هزمت أمام البريطانيين بعدها ببضعة أشهر في معركة كيب سانت فنسنت (1797) ثم خسرت ترينيداد (1798) لصالح البريطانيين، وتبعه حصار على الأسطول الاسباني الرئيسي في قادش. سبَّب في انخفاض العمليات البحرية وارتبط ذلك بالوضع السياسي الإسباني المرتبك أصلا بسبب الحصار. فلم يكن الحصار البريطاني على موانئ إسبانيا فعالا، حيث فشلت محاولة الهجوم على قادس؛ وأيضا واصلت السفن الموجودة للمهمات الخاصة والقوافل عملها بنجاح وتفادت حصار قادس، وكذلك استمرت موانئ إسبانيا الأخرى في العمل دون صعوبة تذكر، وإن ظلت أساطيل الحرب الرئيسية غير فعالة. وبالآخر رفع الحصار بمعاهدة أميان 1802، إلا أن الحرب عاودت مرة أخرى سنة 1804 وحتى 1808، وكما هو الحال في المرة الأولى فقد حوصرت قادس مرة أخرى وأضحى النشاط البحري الإسباني إلى الحد الأدنى.
أما أبرز حدث هو مشاركة أسطول إسباني فرنسي في معركة ترافلجار يوم 21 أكتوبر 1805 بقيادة الأدميرال الفرنسي فيلنوف الذي عمل ضد نصيحة القائد الإسباني فيدريكو غرافينا، فأدت هزيمته إلى خسارته إحدى عشرة سفينة أو أكثر من ربع سفنه الخطية المقاتلة. خلافا للرأي العام فإن معركة ترافلجار لم تؤدي إلى انهيار الأسطول الملكي الأسباني. واثبات ذلك هي فشل بريطانيا المريع في 1806 و 1807 خلال محاولة احتلال ريو دي لا بلاتا التي برز فيها القائد سانتياغو دي لينيرز. وفي سنة 1808 كان لا يزال لدى البحرية الملكية 43 سفينة خطية و25 فرقاطة. وكان هناك العديد من السفن مثل سانتا آنا وأمير أستورياس ولكنها تعرضت للتلف والانهيار حتى تركت في حالة خراب بسبب عدم اهتمام الترسانات، التي كانت في وقت ما من أوائل المنشآت في العالم. وذلك بسبب الآثار السيئة لتدخل نابليون في إسبانيا وما تلاها من حرب الاستقلال، وادى ذلك إلى تدمير إسبانيا وخراب جيشها وسلاحها. وقد وضع الوزير فاسكويز فيجويروا خطة بحرية في سنة 1817 لإعادة بناء الأسطول وهدفه شراء 20 سفينة و30 فرقاطة و18 طرادًا و26 مركب شراعي و 18 سكونة. لكن فرناندو السابع أبعده لاحقاً، ولم يُكمل خطته وتجاهل أوامر البحرية.
بعد الخسائر التي حدثت خلال حروب التحرير الأمريكية الإسبانية أضحت البحرية الإسبانية بأسوأ وضع في تاريخها. ففي سنة 1824 بدأ أول جهد خجول لتجديد القوات البحرية، فبنيت ثلاث فرقاطات ذات 50 مدفع بحري سنة 1826 وقد كانت ممتازة طوال فترة تشغيلها. وعندما توفي فرناندو السابع في سبتمبر 1833 كان لدى البحرية ثلاث سفن فقط وخمسة فرقاطات وأربعة طرادات وثمانية مراكب شراعية مع ترسانات في حالة مدمرة. وقد عاد الوزير فاسكويز فيجويروا إلى منصبه وزيرا للبحرية سنة 1834 لكنه اضطر إلى خوض الحرب الكارلية الأولى. في تلك السنوات بدأ إنتاج السفن البخارية مما اضطره لشرائها من الخارج.

#### فقدان الإمبراطورية وإعادة تنظيم البحرية

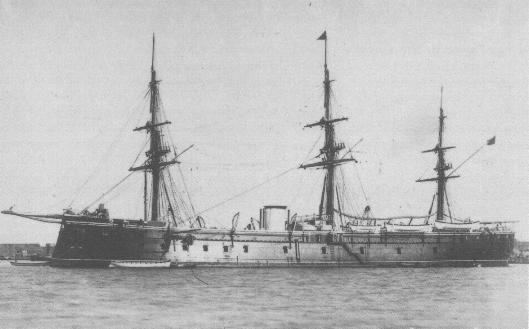
الفرقاطة نومانسيا أول سفينة مدرعة تبحر حول العالم

اشترت اسبانيا أول سفن بخارية من المكسيك سنة 1846. وكانت فرقاطتي دارعة وهما: غوادلوب وماكتيزوما جلبا من المملكة المتحدة سنة 1842، وسفينة ثالثة استلمتهما المكسيك سنة 1843. ثم باعها الجنرال أنطونيو لوبيز دي سانتا آنا إلى السلطات الإسبانية في كوبا، ليجمع الأموال للدفاع عن المكسيك من غزو أمريكي سنة 1846-1848. قام الأسبان بتسمية السفن «كاستيلا» و «ليون».
وفي سنوات 1850 - 1860 في ظل حكومة الجنرال أودونيل جرى استثمار ضخم لأساطيل البحرية الإسبانية في المحيط الهادئ. أبحر أسطول بحري جديد يعمل بالطاقة البخارية في جميع أنحاء المحيط الهادي ترافقه مجموعة سفن علمية إسبانية ولسوء الحظ أصبح متورطا فيما سمي بالحرب الأولى للمحيط الهادئ سنوات 1864 - 1871. حشد الإسبان خلال الصراع أسطولًا من 15 سفينة للقتال بحرية مشتركة من البيرو وتشيلي وإكوادور.
وفي تسعينيات القرن التاسع عشر نالت البحرية الإسبانية عدة طرادات مدرعة وذلك للتواصل مع ماتبقى من مستعمرات امبراطوريتها. ووفقا لمخطط الأميرال خوسيه ماريا بيرانجر فإنه اعتبارًا من 1896 أضحى هناك ثلاث قواعد بحرية في قادس وفيرول وقرطاجنة. كانت لكل قاعدة بها سفن حديدية بالإضافة إلى أسراب مساعدة للدفاع عن الساحل الإسباني. في تلك السنة كانت البحرية تتألف من سفينة حربية واحدة وثمانية طرادات من الدرجة الأولى وستة من الدرجة الثانية وتسعة من الطبقة الثالثة، بالإضافة إلى 38 سفن طوربيد. كان هناك عشر سفن إضافية تحت الإنشاء. واعتبارا من 1896 كان هناك 1,200 ضابطا في البحرية إلى جانب 725 ميكانيكا و1,400 بحار و9,000 من أفراد مشاة البحرية.

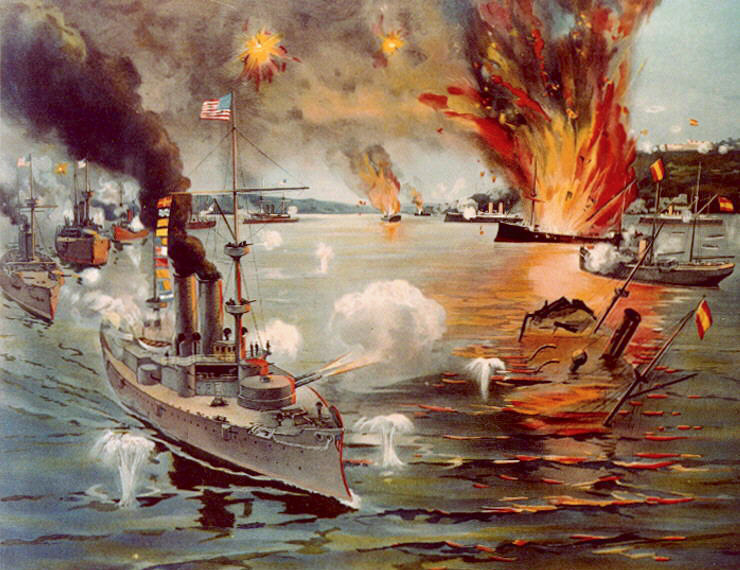
معركة خليج مانيلا 1898

كان الأسطول الإسباني خلال الحرب الإسبانية الأمريكية سنة 1898 سيئ التنظيم ومجهز من أربعة طرادات مدرعة ومدمرتين مقابل قوة متفوقة عليها عدديًا وتقنيًا (ثلاث سفن حربية جديدة وسفينة حربية من الدرجة الثانية وطراد مدرع كبير). وحاول الخروج من الحصار الأمريكي في معركة سانتياغو دي كوبا. وقد أُسر سرب الأدميرال سيرفيرا عند محاولته كسر الحصار الأمريكي القوي على كوبا.
وفي الفلبين تم التضحية بإسطول يتكون من سفن قديمة وبعض منها طرادات بالية، في بادرة رمزية في خليج مانيلا. وقعت معركة خليج مانيلا في 1 مايو 1898 خلال الحرب الإسبانية الأمريكية. شارك الإسطول الأمريكي في آسيا تحت قيادة الكوماندور جورج ديوي ودمر الإسطول الإسباني في المحيط الهادي بقيادة الأدميرال باتريسيو مونتوخو. جرت المعركة في خليج مانيلا في الفلبين، وكان ذلك أول اشتباك كبير في الحرب الإسبانية الأمريكية. كانت هذه الحرب بمثابة نهاية القوة العالمية للبحرية الإسبانية. فبعد كارثة 98 بدأت سياسة بحرية جديدة، تمثل هدفها بالدفاع عن سواحل اسبانيا والتجارة وصيد الأسماك، وتأمين موقعها في غرب البحر الأبيض المتوسط ومضيق جبل طارق، وتحتل المغرب عندها أولوية، خصوصا بعد مؤتمر الجزيرة الخضراء سنة 1906 الذي فتح الطريق لإنشاء محمية على ساحل المغرب الشمالي.

### في القرن 20
مع دخول القرن ال 20 بدأت حكومة أنطونيو مورا خطوتها الأولى سنة 1907 (وهو قائد الأركان البحرية الإسبانية ومؤيد بشدة لإعطاء البحرية الإسبانية الدعم القوي) حيث عمل وزير البحرية النقيب بحري خوسيه فرنانديز بعد نيله موافقة الكورتيس في نوفمبر على قانون إعادة تنظيم خدمات والأسلحة البحرية. وقد أقام خطة البناء البحرية الجديدة التي تألفت من ثلاث سفن حربية بنموذج المدرعة البحرية دريدنوت البريطانية وثلاث مدمرات بالإضافة إلى 24 قارب طوربيد و10 سفن مراقبة صيد. كانت البوارج بطيئة في البناء (إسبانيا سلمت سنة 1913 وغرقت سنة 1923، وألفونسو الثالث عشر سنة 1915 (أعيد تسميتها إلى إسبانيا سنة 1931)، والثالثة خايمي الأول سلمت سنة 1921، وسرعان ماتركت لحظة التسليم لأنه في ذلك الوقت ظهرت البوارج سوبر-دريدنوت المدرعة البحرية بحمولة 25,000 طن وسرعة 29 عقدة ومدفعية 380 ملم، مقارنة بالنموذج السابق 15,000 طن وسرعة 20 عقدة ومدفعية 305 ملم. «يبدو أن الفرقة التي خططت للانتهاء في 1916 لم تستوعب دروس الحرب الروسية اليابانية ولن تكون قادرة على الخدمة حتى الحد الأدنى في حالة دخول اسبانيا الحرب.» وماهو أكثر خطورة هو أنها لم تعمل لحماية التجارة الإسبانية خلال الحرب العظمى ولم تكن السفن تقوم بدوريات مراقبة مضادة للغواصات الألمانية. بل بقيت راسية في موانئها في وقت كان الأسطول التجاري الذي تعتمد عليه إسبانيا بحاجة إلى جيش للدفاع عنه.
واستمرت سياسة إعادة التسليح البحرية بإدارة نائب الادميرال أوغستو ميراندا وزير البحرية بين 1913 - 1917، واعتمدت خطة في سنة 1915 لبناء أربعة طرادات سريعة وستة مدمرات وثلاثة زوارق حربية و 28 غواصات (منها ستة فئة B وستة فئة C). ولكن المشاكل الاقتصادية تسببت في تأخير تسليم وحدات جديدة لبرنامج ميراندا حتى ديكتاتورية بريمو دي ريفيرا (1923-1931).

#### ديكتاتورية بريمو دي ريفيرا
في ذلك الوقت كانت التجربة الوحيدة للبحرية الإسبانية هي حروب الريف، حيث كانت العملية الأهم هي إنزال الحسيمة الشهير في سبتمبر 1925، وهو أول انزال بحري في التاريخ بمساهمة كبيرة من حاملة الطائرات البحرية ديدالو.
خلال ديكتاتورية بريمو دي ريفيرا قام وزير البحرية الأدميرال أونوريو كورنيخو بتوسيع برنامج ميراندا بطراد جديد وثلاث مدمرات. وقد بنيت تلك بسرعة ودخلت الخدمة سنة 1930. وتوخت الخطة على المدى الطويل لبناء ثلاث طرادات جديدة نوع واشنطن (أفضل بكثير من الأنواع السابقة) واكتملت اثنتان في بداية الحرب الأهلية الإسبانية وعشرة المدمرات الجديدة نوع تشوروكا التي دخل بعضها الخدمة قبل فترة قصيرة من الحرب الأهلية وبعضها خلال الحرب.

#### الحرب الأهلية الإسبانية

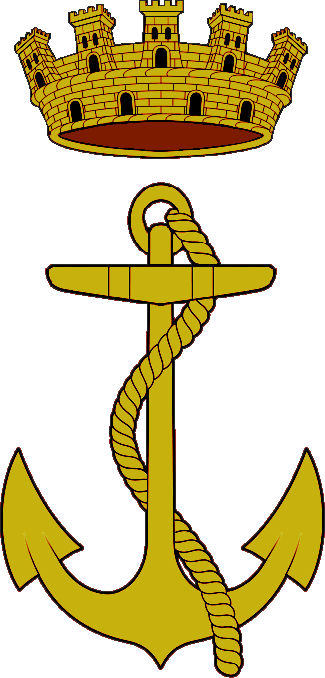
شعار البحرية الاسبانية (1931-1939)

أنشئت القوات البحرية فرع الطيران البحري سنة 1931، وبعد إعلان الجمهورية الإسبانية الثانية تغير اسم البحرية الملكية إلى بحرية الجمهورية الإسبانية. تعليق أدميرال أثنار غير الرسمي:«هل تعتقدون أن ما حدث بالأمس كان هينا، نامت إسبانيا مملكة وصحت جمهورية» أصبح مشهورا بين الناس في مدريد وإسبانيا مما جعل الناس يقبلون الحقيقة والوضع بمزاج أكثر استرخاء. قدمت البحرية الجمهورية الأسبانية بعض التغييرات في الأعلام والرايات، وكذلك في شارات رتب ضباط البحرية. وقد مرت على بحرية الجمهورية مرحلتان مختلفتان بوضوح:
- مرحلة ما قبل الحرب الأهلية: من إعلان الجمهورية في 14 أبريل 1931 إلى انقلاب يوليو 1936
- الوضع بعد انقلاب يوليو 1936 والذي أدى إلى الحرب الأهلية الإسبانية (1936-1939) فتمزقت المؤسسة العسكرية الإسبانية وانقسمت بحرية الجمهورية الإسبانية. بقي فقط 5٪ من الضباط ذوي الرتب العالية مخلصين للجمهورية.[44]

في نهاية الحرب كان قد غرقت ثماني قطع حربية جمهورية رئيسية. ثم دمجت السفن الناجية في أسطول فرانكو الإسباني. معظم الوثائق المتعلقة بسلاح البحرية الإسبانية موجودة حاليا في الأرشيف العام للقوات البحرية «ألفارو دي بازان». فقد خسر الأسطول في مسار الصراع عدد اثنين دريدنوت صغيرين وطراد واحد ثقيل ومدمرة كبيرة ونصف الغواصات وسفن مساعدة.

#### عهد فرانكو

شعار البحرية الاسبانية (1939-1975)

مثل بقية القوات المسلحة الإسبانية حافظت البحرية الإسبانية على سياسة فرانكو بالحياد خلال الحرب العالمية الثانية. وأيضا حافظت تلك البحرية خلال ديكتاتورية فرانسيسكو فرانكو (1939-1975) على وزارتها الخاصة (وزارة البحرية) مثل الفرعين الآخرين للقوات المسلحة. ولكن بالنظر إلى تشكيل القوات المسلحة الإسبانية بعد الحرب الأهلية الإسبانية وحتى أواخر عقد 1950 كان سيئا للغاية، بل ولم يكن مستعدا لأي عمل آخر غير قمع التمردات المحلية (مايسمى بالعدو الداخلي). وهكذا فضل الجيش الحصان على الدبابات والقيمة أمام المعدات. وكان ذلك بسبب سياسة الحكومة الاستبدادية. فالتواصل مع الجيوش الحديثة المدربة تدريبا جيدا يتطلب الاتصال بالدول الحرة والديمقراطية وهذا قد يكون خطرا على النظام الحاكم. ومن ناحية أخرى لم تكن للبحرية الإسبانية إمكانية لامتلاك تكنولوجيا متطورة في الداخل ولا بالخارج، حيث لم تتمكن إسبانيا إلا في مناسبات قليلة من الوصول إلى الأسلحة وأنظمة دفاع حديثة نسبيا. هذان السببان يعني أن أسبانيا لديها أرمادا سيئة للغاية من وجهة نظر المعايير الأوروبية. وحتى خمسينيات القرن الماضي كانت لدى سفن البحرية الإسبانية تقنية في أفضل حالاتها مماثلة لتقنية سفن الحرب العالمية الثانية. ونفس الشيء جري مع طائرات سلاح الجو الاسباني.
لكن الوضع بدأ بالتحسن تدريجيا منذ منتصف الخمسينيات، عندما خف ضغط الدول الغربية لإبقاء اسبانيا معزولة. وهكذا بدأت تلك الدول وخاصة الولايات المتحدة سنة 1954 وفي قمة ديكتاتورية فرانكو بالاعتقاد بأنها بحاجة لإسبانيا في حربها الباردة وأنها ستسمح لها بالحصول على أسلحة حديثة وتصنيعها بالإضافة إلى تزويدها بالتسهيلات المالية.
وفي سنة 1953 أي في منتصف الحرب الباردة وقبل خطر الهجوم السوفياتي على الولايات المتحدة عبر المتوسط وقعت حكومات كلا من إسبانيا والولايات المتحدة اتفاقيات تم بموجبها بناء قواعد الأمريكية في إسبانيا تحت العلم الإسباني ولكن مع وجود بعض مناطق عازلة لكل منهما، مع أن معظم القواعد هي قواعد مشتركة بينهما حيث كانت الاتصالات بين الجيشين مستمرة. نتيجة لتلك الاتفاقات قامت البحرية الأمريكية بتحديث مايصل إلى 30 سفينة للبحرية الإسبانية. وقامت الولايات المتحدة فوق ذلك في سنة 1954 بإعارة الأسطول الأسباني مجموعة من السفن التي اضطرت في معظمها إلى جمع البحارة الأسبان في الموانئ الأمريكية. وفي نفس الوقت بدأ الطيران البحري باستقبال الطائرات الحديثة. وهكذا في عقد الخمسينات وصلت طائرات غرومان الباتروس والسابر وT-33. كانت تلك السفن والطائرات تسلم في الغالب في الولايات المتحدة، حيث كان هناك دورات تدريبية لتأهيل الجيش الإسباني على استخدام تلك الأسلحة الجديدة، وهو ما يعني الإقامة في الولايات المتحدة لمدد تصل إلى أشهر وفي بعض الحالات أكثر من عام. فاحتضنت البحرية الإسبانية عقيدة البحرية الأمريكية.
تلك الاتصالات الخارجية في المجال البحري والجوي جعلت الطيارين والملاحين الإسبان يكتسبون ثقافة تكنولوجية جيدة. واقنعوا أنفسهم بأن البرامج والخطط طويلة الأمد بالإضافة إلى التنمية العسكرية المستقلة كانت ضرورية. وهكذا ولد التخطيط العام سنة 1964، وظل ساري المفعول حتى منتصف الثمانينات، بعد التنقيح الأخير لسنة 1976.

#### تحديث البحرية بعد المرحلة الانتقالية
انضمت إسبانيا في منظمة حلف شمال الأطلسي سنة 1982، وقد شاركت البحرية الإسبانية في العديد من عمليات حفظ السلام التابعة لقوات التحالف، من قوة تحقيق الاستقرار في البوسنة والهرسك إلى هايتي ومواقع أخرى في جميع أنحاء العالم. فالأرمادا اليوم هي بحرية حديثة مع مجموعة من حاملات السفن: حاملة طائرات خوان كارلوس الحديثة (دخلت الخدمة بدلا من الحاملة القديمة إمارة استورياس)، الفرقاطات الحديثة (فئة F - 100) مع نظام إيجيس القتالي، فرقاطات F-80 وكاسحات الألغام وغواصات جديدة من طراز S-80 وسفن برمائية وسفن أخرى مختلفة ومن ضمنها سفن بحوث علم المحيطات.
جسدت العمليات الخاصة للأرمادا وقدراتها الحربية غير التقليدية في قيادة الحروب البحرية الخاصة (Mando de Guerra Naval Especial) وتخضع للسيطرة المباشرة لقائد الأسطول. الوحدة المسؤولة عن العمليات الخاصة هي قوة الحرب الخاصة البحرية (Fuerza de Guerra Naval Especial) وهي عبارة عن دمج لوحدة العمليات الخاصة السابقة (Unidad de Operaciones Especiales (UOE)) والوحدة الغواصين الحربية الخاصة (Unidad Especial de Buceadores de Combate (UEBC)). تدرب هذه الوحدة على مكافحة الإرهاب البحري والغوص القتالي المتخصص والسباحة والتسلل الساحلي وصعود السفن والعمل المباشر والاستطلاع الخاص والاستطلاع الهيدروغرافي والهدم تحت الماء.
يتلقى ضباط البحرية تعليمهم في الأكاديمية البحرية الإسبانية (ENM). يتم تعيينهم على طريقتين مختلفتين:
- التكامل العسكري (Militar de Complemento): على غرار برنامج تدريب ضباط الاحتياط في الولايات المتحدة، فإن الطلاب هم من خريجي الكليات الذين يلتحقون بالبحرية. يقضون سنة في الأكاديمية البحرية ومن ثم يتم تكليفهم برتبة ملازم ثاني في البحرية. تنتهي مسيرتهم المهنية برتبة قائد (للبحرية) وللمشاة البحرية برتبة لفتنانت كولونيل.
- المهنة العسكرية (Militar de Carrera): يقضي الطلاب سنة واحدة في الأكاديمية البحرية إذا تقدموا بطلب إلى فرع الإمداد أو الهندسة، وخمس سنوات إذا تقدموا بوظيفة الفرع العام أو مشاة البحرية وينالون شهادة جامعية معادلة عند التخرج وتكليفهم برتبة ملازم ثاني.

## قائمة المصادر
- Alpert، Michael (1987). La guerra civil española en el mar. Madrid: Siglo XXI. ISBN:84-323-0609-6.
- Condeminas, Francisco (2000): La marina militar española, ISBN 84-930472-4-4
- Fernández Duro, Cesáreo  [لغات أخرى]‏ (1972): Armada Española (desde la unión de los reinos de Castilla y Aragón), Madrid,9 vols.
- Goodman, David (2001): El poderío naval español. Historia de la Armada española del siglo XVII, ISBN 84-8307-403-6
- Manera, Enrique et al. (1999): El buque en la Armada Española, Madrid, ISBN 84-85041-50-X
- R. O. Bucholz, Newton Key Early modern England 1485-1714: a narrative history (John Wiley and Sons, 2009). (ردمك 978-1-4051-6275-3)
- John Hampden Francis Drake, privateer: contemporary narratives and documents (Taylor & Francis, 1972). (ردمك 978-0-8173-5703-0)
- Fernández Duro, Cesáreo (1972). Armada Española desde la Unión de los Reinos de Castilla y Aragón. Museo Naval de Madrid, Instituto de Historia y Cultura Naval, Tomo III, Capítulo III. Madrid.
- Volo, M. James. Blue Water Patriots: The American Revolution Afloat, Rowman & Littlefield Publishers, Inc. (2008) (ردمك 978-0-7425-6120-5)